# Campeonato Nacional de Primera Categoría 1970-71
La temporada 1970-71 del Campeonato Nacional de Primera Categoría, denominada Trofeo Augusto Amillo, fue la 8ª temporada de la liga femenina de baloncesto. Se disputó entre 1970 y 1971, culminando con la victoria de CREFF Madrid.

## Sistema de competición
Primera fase
- Cuatro grupos, dos con 12 y dos con 11 equipos, donde juegan todos contra todos los de su grupo a dos vueltas.
- Los dos primeros de cada grupo se clasifican para la Fase de semifinales.

Fase de semifinales
- Dos grupos de 4 equipos cada uno, donde juegan todos contra todos los de su grupo a dos vueltas.
- Los primeros de cada grupo se clasifican para la Fase final.

Fase de eliminatorias
- La juegan los campeones de las Islas Baleares, Islas Canarias, Ceuta y Melilla.
- Se disputa una sola eliminatoria a partido único en campo neutral. Los ganadores se clasifican para la Fase final.

Fase final
- La juegan los primeros de cada grupo de semifinales más los ganadores de las eliminatorias.
- Se juega una final a 4 a un solo partido en una sede fija.

Torneo clasificatorio
- Para la siguiente temporada, se vuelve a un único grupo. Estará formado por 12 equipos, los ocho participantes en la fase semifinal están clasificados directamente. Para determinar el resto se organiza un torneo en el Polideportivo de la Almudena de Madrid entre los clasificados 3º y 4º en la Primera fase y el campeón de las Islas Baleares.
- La primera fase consta de dos grupos de 3 equipos, donde juegan todos contra todos a una vuelta. El Grupo A queda formado por los terceros de cada grupo, excepto el Medina La Coruña, que como mejor tercero pasa directamente a las eliminatorias. El Medina Granada renuncia y es sustituido por el Medina Valladolid. El Grupo B queda formado por los cuartos de cada grupo, excepto el Medina Valladolid, que pasa al Grupo A, y el Juventud Nerva, que renuncia y es sustituido por el Club Dimar.
- Los primeros de cada grupo se clasifican para la siguiente temporada. Los segundos se enfrentan al 3º del grupo A y al Medina La Coruña, los vencedores se enfrentarán al campeón de las Islas Baleares y el 3º del Grupo B. Quien gane se clasifica para la siguiente temporada.

## Primera fase

### Grupo A
| Pos. | Equipo                  | Pts. | PJ | G  | E | P  | GF   | GC   | Dif. | Clasificación o descenso         |
| ---- | ----------------------- | ---- | -- | -- | - | -- | ---- | ---- | ---- | -------------------------------- |
| 1    | Tabacalera La Coruña    | 63   | 22 | 21 | 0 | 1  | 1454 | 646  | +808 | Clasifican a la Fase semifinales |
| 2    | Celta de Vigo           | 54   | 22 | 18 | 0 | 4  | 1233 | 686  | +547 | Clasifican a la Fase semifinales |
| 3    | Medina La Coruña        | 51   | 22 | 17 | 0 | 5  | 905  | 727  | +178 | Acceso al Torneo clasificatorio  |
| 4    | Medina Valladolid       | 37   | 22 | 12 | 1 | 9  | 763  | 747  | +16  | Acceso al Torneo clasificatorio  |
| 5    | Medina Salamanca        | 36   | 22 | 12 | 0 | 10 | 886  | 875  | +11  |                                  |
| 6    | Medina Lugo             | 31   | 22 | 10 | 1 | 11 | 896  | 1025 | −129 |                                  |
| 7    | Liceo Marítimo          | 25   | 22 | 8  | 1 | 13 | 786  | 780  | +6   |                                  |
| 8    | Medina Santiago         | 25   | 22 | 8  | 1 | 13 | 762  | 965  | −203 |                                  |
| 9    | Medina Pola de Siero    | 24   | 22 | 8  | 0 | 14 | 610  | 871  | −261 |                                  |
| 10   | Medina El Ferrol        | 17   | 22 | 5  | 2 | 15 | 686  | 949  | −263 |                                  |
| 11   | Sedruol BF              | 18   | 22 | 6  | 0 | 16 | 587  | 938  | −351 |                                  |
| 12   | Santa Teresa Valladolid | 12   | 22 | 4  | 0 | 18 | 527  | 986  | −459 |                                  |

 Fuente: BRD

### Grupo B
| Pos. | Equipo                       | Pts. | PJ | G  | E | P  | GF   | GC  | Dif. | Clasificación o descenso         |
| ---- | ---------------------------- | ---- | -- | -- | - | -- | ---- | --- | ---- | -------------------------------- |
| 1    | CREFF Madrid                 | 57   | 20 | 19 | 0 | 1  | 1395 | 590 | +805 | Clasifican a la Fase semifinales |
| 2    | Medina Madrid                | 45   | 20 | 15 | 0 | 5  | 1033 | 749 | +284 | Clasifican a la Fase semifinales |
| 3    | Vizcaya Educación y Descanso | 43   | 20 | 14 | 1 | 5  | 1135 | 930 | +205 | Acceso al Torneo clasificatorio  |
| 4    | Águilas Schweppes            | 40   | 20 | 13 | 1 | 6  | 1027 | 850 | +177 | Acceso al Torneo clasificatorio  |
| 5    | Medina San Sebastián         | 39   | 20 | 13 | 0 | 7  | 917  | 826 | +91  |                                  |
| 6    | Medina Magisterio            | 30   | 20 | 10 | 0 | 10 | 787  | 898 | −111 |                                  |
| 7    | Sedano Mobba                 | 30   | 20 | 10 | 0 | 10 | 775  | 941 | −166 |                                  |
| 8    | Medina Zaragoza              | 16   | 20 | 5  | 1 | 14 | 659  | 858 | −199 |                                  |
| 9    | Zaragoza Club de Tenis       | 11   | 20 | 3  | 2 | 15 | 531  | 877 | −346 |                                  |
| 10   | CREFF Pamplona               | 9    | 20 | 3  | 0 | 17 | 607  | 991 | −384 |                                  |
| 11   | Medina Logroño               | 7    | 20 | 2  | 1 | 17 | 604  | 960 | −356 |                                  |

 Fuente: BRD

### Grupo C
| Pos. | Equipo              | Pts. | PJ | G  | E | P  | GF   | GC   | Dif. | Clasificación o descenso         |
| ---- | ------------------- | ---- | -- | -- | - | -- | ---- | ---- | ---- | -------------------------------- |
| 1    | Ignis Mataró        | 66   | 22 | 22 | 0 | 0  | 1400 | 650  | +750 | Clasifican a la Fase semifinales |
| 2    | Picadero Damm       | 57   | 22 | 19 | 0 | 3  | 1221 | 740  | +481 | Clasifican a la Fase semifinales |
| 3    | CREFF Gerona        | 46   | 22 | 15 | 1 | 6  | 1242 | 873  | +369 | Acceso al Torneo clasificatorio  |
| 4    | Juventud Nerva      | 43   | 22 | 14 | 1 | 7  | 1147 | 838  | +309 |                                  |
| 5    | San José Dimar      | 37   | 22 | 12 | 1 | 9  | 1010 | 976  | +34  | Acceso al Torneo clasificatorio  |
| 6    | Medina Valencia     | 36   | 22 | 11 | 3 | 8  | 970  | 875  | +95  |                                  |
| 7    | Tenis Barcino       | 27   | 22 | 9  | 0 | 13 | 888  | 1007 | −119 |                                  |
| 8    | Esclavas Italux     | 24   | 22 | 8  | 0 | 14 | 978  | 1189 | −211 |                                  |
| 9    | Medina Alicante     | 24   | 22 | 8  | 0 | 14 | 783  | 976  | −193 |                                  |
| 10   | Medina Castellón    | 21   | 22 | 7  | 0 | 15 | 870  | 1137 | −267 |                                  |
| 11   | Medina Albacete     | 9    | 22 | 3  | 0 | 19 | 627  | 1156 | −529 |                                  |
| 12   | Hogar del Productor | 3    | 22 | 1  | 0 | 21 | 646  | 1365 | −719 |                                  |

 Fuente: BRD

### Grupo D
| Pos. | Equipo                | Pts. | PJ | G  | E | P  | GF   | GC   | Dif. | Clasificación o descenso         |
| ---- | --------------------- | ---- | -- | -- | - | -- | ---- | ---- | ---- | -------------------------------- |
| 1    | Almudena Medina       | 57   | 20 | 19 | 0 | 1  | 961  | 563  | +398 | Clasifican a la Fase semifinales |
| 2    | GE Standard           | 57   | 20 | 19 | 0 | 1  | 1017 | 516  | +501 | Clasifican a la Fase semifinales |
| 3    | Medina Granada        | 39   | 20 | 13 | 0 | 7  | 885  | 735  | +150 |                                  |
| 4    | Club Filosofía        | 33   | 20 | 11 | 0 | 9  | 824  | 769  | +55  | Acceso al Torneo clasificatorio  |
| 5    | Medina Málaga         | 31   | 20 | 10 | 1 | 9  | 861  | 691  | +170 |                                  |
| 6    | Natación Pacense      | 27   | 20 | 9  | 0 | 11 | 785  | 863  | −78  |                                  |
| 7    | Medina Cádiz          | 23   | 20 | 7  | 2 | 11 | 818  | 834  | −16  |                                  |
| 8    | Pineda Sevilla        | 22   | 20 | 7  | 1 | 12 | 776  | 854  | −78  |                                  |
| 9    | Cacereño Atlético     | 21   | 20 | 7  | 0 | 13 | 690  | 861  | −171 |                                  |
| 10   | Sección Femenina Jaén | 15   | 20 | 5  | 0 | 15 | 636  | 861  | −225 |                                  |
| 11   | Frentemar Almería     | 3    | 20 | 1  | 0 | 19 | 442  | 1121 | −679 |                                  |

 Fuente: BRD

## Fase semifinales

### Grupo A
| Pos. | Equipo               | Pts. | PJ | G | E | P | GF  | GC  | Dif. | Clasificación o descenso   |
| ---- | -------------------- | ---- | -- | - | - | - | --- | --- | ---- | -------------------------- |
| 1    | CREFF Madrid         | 15   | 6  | 5 | 0 | 1 | 285 | 221 | +64  | Clasifican a la Fase final |
| 2    | Tabacalera La Coruña | 12   | 6  | 4 | 0 | 2 | 285 | 244 | +41  |                            |
| 3    | Picadero Damm        | 9    | 6  | 3 | 0 | 3 | 246 | 215 | +31  |                            |
| 4    | GE Standard          | 0    | 6  | 0 | 0 | 6 | 199 | 325 | −126 |                            |

 Fuente: BRD

### Grupo B
| Pos. | Equipo          | Pts. | PJ | G | E | P | GF  | GC  | Dif. | Clasificación o descenso   |
| ---- | --------------- | ---- | -- | - | - | - | --- | --- | ---- | -------------------------- |
| 1    | Ignis Mataró    | 18   | 6  | 6 | 0 | 0 | 385 | 251 | +134 | Clasifican a la Fase final |
| 2    | Celta de Vigo   | 12   | 6  | 4 | 0 | 2 | 342 | 312 | +30  |                            |
| 3    | Medina Madrid   | 3    | 6  | 1 | 0 | 5 | 263 | 327 | −64  |                            |
| 4    | Almudena Medina | 3    | 6  | 1 | 0 | 5 | 264 | 337 | −73  |                            |

 Fuente: BRD

## Fase final
La Fase final se disputó en Cáceres, en el Palacio Municipal de Cáceres, excepto las eliminatorias previas que se jugaron en el Polideportivo de la Almudena de Madrid.
|  | Eliminatorias            | Eliminatorias            | Eliminatorias            |                          |    | Semifinales | Semifinales  | Semifinales  |                          |                          | Final        | Final       | Final      |  |
|  | 13 de mayo (Madrid)      | 13 de mayo (Madrid)      | 13 de mayo (Madrid)      |                          |    | 15 de mayo  | 15 de mayo   | 15 de mayo   |                          |                          | 16 de mayo   | 16 de mayo  | 16 de mayo |  |
|  |                          |                          |                          |                          |    |             |              |              |                          |                          |              |             |            |  |
|  |                          |                          |                          |                          |    |             |              |              |                          |                          |              |             |            |  |
|  |                          |                          |                          |                          |    |             |              |              |                          |                          |              |             |            |  |
|  |                          |                          |                          |                          |    |             |              |              |                          |                          |              |             |            |  |
|  |                          |                          |                          |                          |    |             |              |              |                          |                          |              |             |            |  |
|  |                          | CREFF Madrid             | CREFF Madrid             | 61                       |    |             |              |              |                          |                          |              |             |            |  |
|  |                          |                          |                          | 61                       |    |             |              |              |                          |                          |              |             |            |  |
|  |                          |                          | Medina Palma de Mallorca | Medina Palma de Mallorca | 27 |             |              |              |                          |                          |              |             |            |  |
|  | Medina Melilla           | Medina Melilla           | Medina Palma de Mallorca | Medina Palma de Mallorca | 27 | 13          |              |              |                          |                          |              |             |            |  |
|  | Medina Melilla           | Medina Melilla           |                          |                          |    |             |              |              |                          |                          |              |             |            |  |
|  | Medina Palma de Mallorca | Medina Palma de Mallorca | 67                       |                          |    |             |              |              |                          |                          |              |             |            |  |
|  | Medina Palma de Mallorca | Medina Palma de Mallorca | 67                       |                          |    |             |              |              |                          | CREFF Madrid             | CREFF Madrid | 50          |            |  |
|  |                          |                          |                          |                          |    |             |              |              |                          | CREFF Madrid             | CREFF Madrid | 50          |            |  |
|  |                          |                          | Ignis Mataró             | Ignis Mataró             | 38 |             |              |              |                          |                          |              |             |            |  |
|  |                          |                          | Ignis Mataró             | Ignis Mataró             | 38 |             |              |              |                          |                          |              |             |            |  |
|  |                          |                          |                          |                          |    |             |              |              |                          |                          |              |             |            |  |
|  |                          |                          |                          |                          |    |             |              |              |                          |                          |              |             |            |  |
|  |                          | Ignis Mataró             | Ignis Mataró             | 56                       |    |             | Tercer lugar | Tercer lugar | Tercer lugar             |                          |              |             |            |  |
|  |                          |                          |                          | 56                       |    |             | Tercer lugar | Tercer lugar | Tercer lugar             |                          |              |             |            |  |
|  |                          |                          | OM Tenerife              | OM Tenerife              | 38 |             |              |              |                          |                          |              |             |            |  |
|  | Campeón de Ceuta         | Campeón de Ceuta         | OM Tenerife              | OM Tenerife              | 38 | 0           |              |              | Medina Palma de Mallorca | Medina Palma de Mallorca | 37           |             |            |  |
|  | Campeón de Ceuta         | Campeón de Ceuta         |                          |                          |    |             |              |              | Medina Palma de Mallorca | Medina Palma de Mallorca | 37           |             |            |  |
|  | OM Tenerife              | OM Tenerife              | 2                        |                          |    |             |              |              |                          |                          | OM Tenerife  | OM Tenerife | 34         |  |
|  | OM Tenerife              | OM Tenerife              | 2                        |                          |    |             |              |              |                          |                          | OM Tenerife  | OM Tenerife | 34         |  |
|  |                          |                          |                          |                          |    |             |              |              |                          |                          |              |             |            |  |

### Final
| 16 de mayo de 1971 | CREFF Madrid                       | 50–38   | Ignis Mataró |                                        |  |
|                    | Marcador por tiempos: 24–14, 26–24 |         |              |                                        |  |
|                    |                                    | Reporte |              | Pabellón: Palacio Municipal de Cáceres |  |

## Torneo clasificatorio
El Torneo clasificatorio se disputa en Polideportivo de la Almudena de Madrid entre el 13 y el 17 de mayo:
- El Grupo A queda formado por los terceros de grupo, excepto el Medina La Coruña, que como mejor tercero pasa directamente a las eliminatorias, y el Medina Granada, que renuncia y es sustituido por el Medina Valladolid.
- El Grupo B queda formado por los cuartos de grupo, excepto el Medina Valladolid, que pasa al Grupo A, y el Juventud Nerva, que renuncia y es sustituido por el San José Dimar.

### Grupo A
| Pos. | Equipo                       | Pts. | PJ | G | E | P | GF | GC | Dif. | Clasificación o descenso            |  | GER | VIZ   | VAL   |
| ---- | ---------------------------- | ---- | -- | - | - | - | -- | -- | ---- | ----------------------------------- |  | --- | ----- | ----- |
| 1    | CREFF Gerona                 | 6    | 2  | 2 | 0 | 0 | 90 | 77 | +13  | Clasifican a la siguiente temporada |  | —   | 53–47 | 37–30 |
| 2    | Vizcaya Educación y Descanso | 3    | 2  | 1 | 0 | 1 | 99 | 97 | +2   | Clasifican a las Eliminatorias      |  | –   | —     | 52–44 |
| 3    | Medina Valladolid            | 0    | 2  | 0 | 0 | 2 | 74 | 89 | −15  | Clasifican a las Eliminatorias      |  | –   | –     | —     |

 Fuente: BRD

### Grupo B
| Pos. | Equipo            | Pts. | PJ | G | E | P | GF  | GC  | Dif. | Clasificación o descenso            |  | AGU   | DIM | FIL   |
| ---- | ----------------- | ---- | -- | - | - | - | --- | --- | ---- | ----------------------------------- |  | ----- | --- | ----- |
| 1    | Águilas Schweppes | 6    | 2  | 2 | 0 | 0 | 100 | 77  | +23  | Clasifican a la siguiente temporada |  | —     | –   | –     |
| 2    | San José Dimar    | 3    | 2  | 1 | 0 | 1 | 95  | 89  | +6   | Clasifican a las Eliminatorias      |  | 31–42 | —   | 64–47 |
| 3    | Filosofía Madrid  | 0    | 2  | 0 | 0 | 2 | 93  | 122 | −29  | Clasifican a las Eliminatorias      |  | 46–58 | –   | —     |

 Fuente: BRD

### Eliminatorias
| Pos. | Equipo                       | Pts. | PJ | G | E | P | GF  | GC  | Dif. | Clasificación o descenso            |   | DIM   | VIZ   | COR | VAL | FIL   | PAL   |
| ---- | ---------------------------- | ---- | -- | - | - | - | --- | --- | ---- | ----------------------------------- | - | ----- | ----- | --- | --- | ----- | ----- |
| 1    | San José Dimar               | 6    | 2  | 2 | 0 | 0 | 100 | 59  | +41  | Clasifican a la siguiente temporada |   | —     | –     | –   | –   | –     | 55–27 |
| 2    | Vizcaya Educación y Descanso | 6    | 2  | 2 | 0 | 0 | 132 | 107 | +25  | Renuncia la categoría               |   | –     | —     | –   | –   | 67–50 | –     |
| 3    | Medina La Coruña             | 0    | 1  | 0 | 0 | 1 | 57  | 65  | −8   | Clasifican a la siguiente temporada |   | –     | 57–65 | —   | –   | –     | –     |
| 4    | Medina Valladolid            | 0    | 1  | 0 | 0 | 1 | 32  | 45  | −13  |                                     |   | 32–45 | –     | –   | —   | –     | –     |
| 5    | Filosofía Madrid             | 0    | 1  | 0 | 0 | 1 | 50  | 67  | −17  |                                     | – | –     | –     | –   | —   | –     |       |
| 6    | Medina Palma de Mallorca     | 0    | 1  | 0 | 0 | 1 | 27  | 55  | −28  |                                     | – | –     | –     | –   | –   | —     |       |

 Fuente: BRD

## Postemporada
- Campeonas del Campeonato Nacional de Primera Categoría 1970-71: CREFF Madrid (7º título).
- Clasificadas para Copa de Europa 1971-72: .
- Clasificadas para la Primera División en la siguiente temporada (se vuelve a un grupo único): los ocho semifinalistas: CREFF Madrid, Ignis Mataró, Tabacalera La Coruña, Celta de Vigo, Picadero Damm, Medina Madrid, GE Standard y Almudena Medina; y los ganadores del clasificatorio: Águilas Schweppes, CREFF Gerona, San José Dimar y Vizcaya Educación y Descanso (que renuncia, siendo sustituido por el Medina La Coruña).